# Référendum équatorien d'août 2023
Ne doit pas être confondu avec Référendum constitutionnel équatorien de 2023.
Un référendum a lieu le 20 août 2023 afin de permettre à la population de l'Équateur de se prononcer sur la fin de l'exploitation pétrolière dans le Parc national Yasuni.
Il s'agit d'une initiative populaire portée notamment par les communautés indigènes pendant plus de dix ans avant d'être finalement validée en mai 2023 par la Cour constitutionnelle. Le référendum est organisé le même jour qu'une élection présidentielle et des élections législatives anticipées à la suite d'une récente crise politique.
Les partisans de l'interdiction mettent en avant la protection de l'environnement, le Parc Yasuni possédant l'une des plus importantes biodiversités au monde, ainsi que celle des indigènes y vivant, menacés par la poursuite de l'exploitation. Les opposants à l'interdiction rappellent l'importance économique de cette ressource, dont les revenus sont dédiés au remboursement des dettes souscrites auprès de la Chine, et dont l'arrêt mettrait en difficulté l’État équatorien.
Le scrutin voit la victoire des partisans de l'arrêt de l'exploitation pétrolière, approuvée par près de 59 % des suffrages exprimés. L'exploitation est progressivement demantelée jusqu'à son arrêt total le 31 décembre 2024.

## Contexte

### Exploitation pétrolière du Parc national Yasuni

Carte du Parc

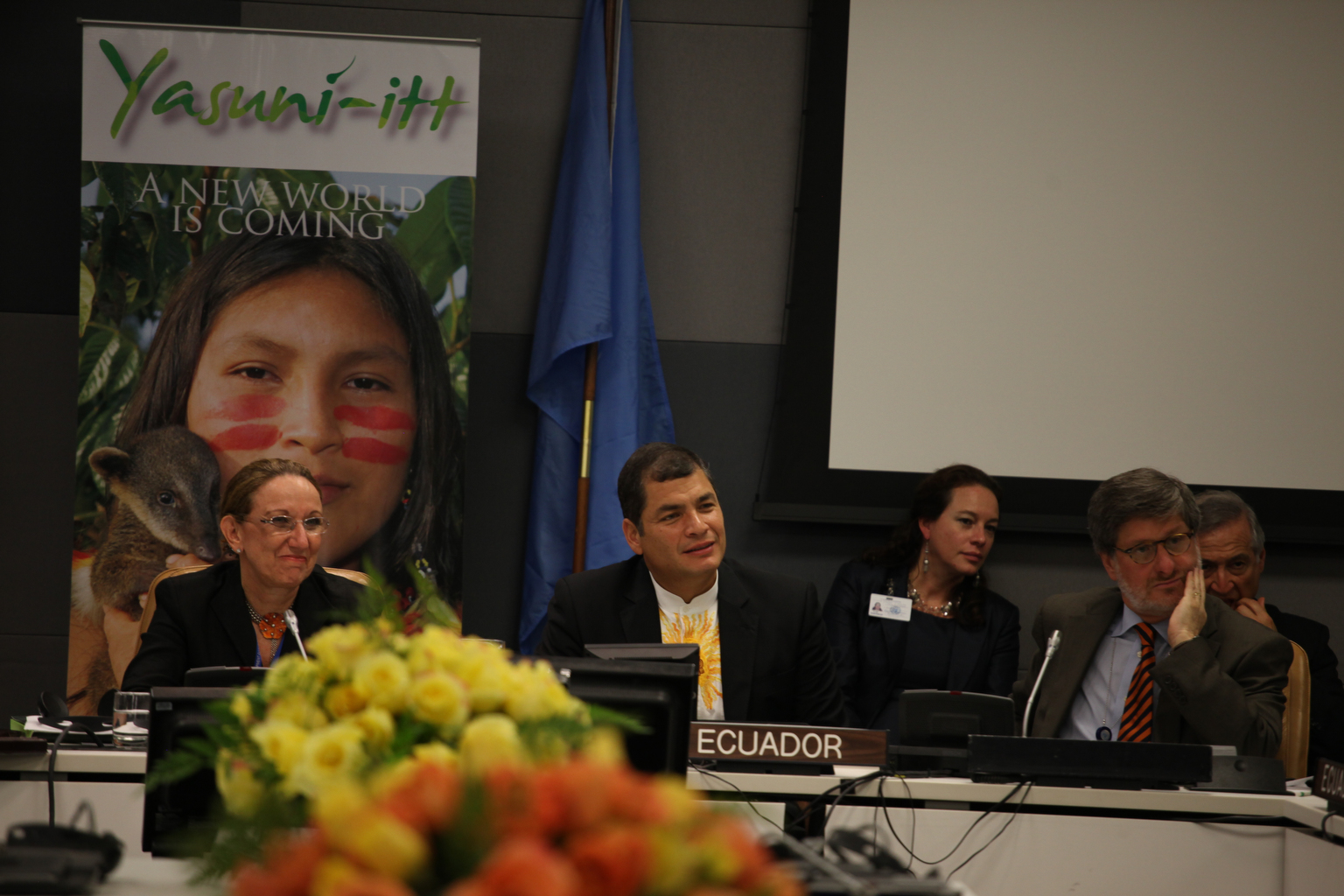
Rafael Correa promouvant l'Initiative Yasuní-ITT à l'ONU en 2011.

Situé dans les provinces d'Orellana et de Pastaza dans le Nord-Est de l'Équateur, le parc national Yasuni couvre 10 227 km2 d'Amazonie presque entièrement recouverte de forêt amazonienne,. Placée entre le Rio Napo et le Rio Curaray, il s'agit d'une des 19 zones mondiales de mégadiversité totalisant plus de 4 000 espèces végétales et 1 000 espèces animales. C'est une des 44 zones protégées du pays, qui a mis en réserve 20 % de son territoire, soit environ 5 millions d'hectares, notamment menacée par la déforestation et le braconnage,. En 1989, l’Unesco a inscrit le parc national du Yasuni au patrimoine de l’humanité, en le déclarant « réserve de la biosphère ».  
Les sous-sols de ce parc recèlent cependant trois champs pétroliers — Ishpingo, Tambococha et Tiputini, abrégé en ITT — qui totalisent près de 850 millions de barils de pétrole brut. Le sous-sol de ce « bloc 43 » représente ainsi 20 % des réserves du pays, déjà membre de l'Organisation des pays exportateurs de pétrole (OPEP) depuis 2007. Lors d'un discours devant l'Organisation des Nations unies (ONU), le président Rafael Correa propose en 2007 l'Initiative Yasuní-ITT, qui consiste à renoncer à exploiter cette ressource pourtant très profitable afin de préserver le territoire et d'éviter l'émission d'environ 400 millions de tonnes de CO2. En contrepartie, il demande à la communauté internationale de verser à l'Équateur la moitié des recettes pétrolières estimées, soit 2,7 milliards d'euros étalés sur treize ans,. 
Devant l'échec de cette proposition — moins de 1 % des fonds sont récoltés malgré l'enthousiasme des écologistes — Rafael Correa autorise le 15 août 2013 l'exploitation des champs pétrolifères ITT. Le président cherche alors à minimiser l'impact de l'exploitation sur le parc en affirmant qu'elle n'affectera que 0,01 % du territoire,. Le gouvernement juge ainsi « essentielle » pour l'économie la poursuite de l'exploitation pétrolière dans le pays, la durée restante des réserves hors ITT étant estimée à une décennie. L'économie de l'Équateur est alors toujours fortement affaiblie par la crise bancaire de 1999, qui a été telle qu'elle a conduit le pays à abandonner l'année suivante sa monnaie nationale, le sucre, au profit du dollar américain.

### Procédure d'initiative populaire

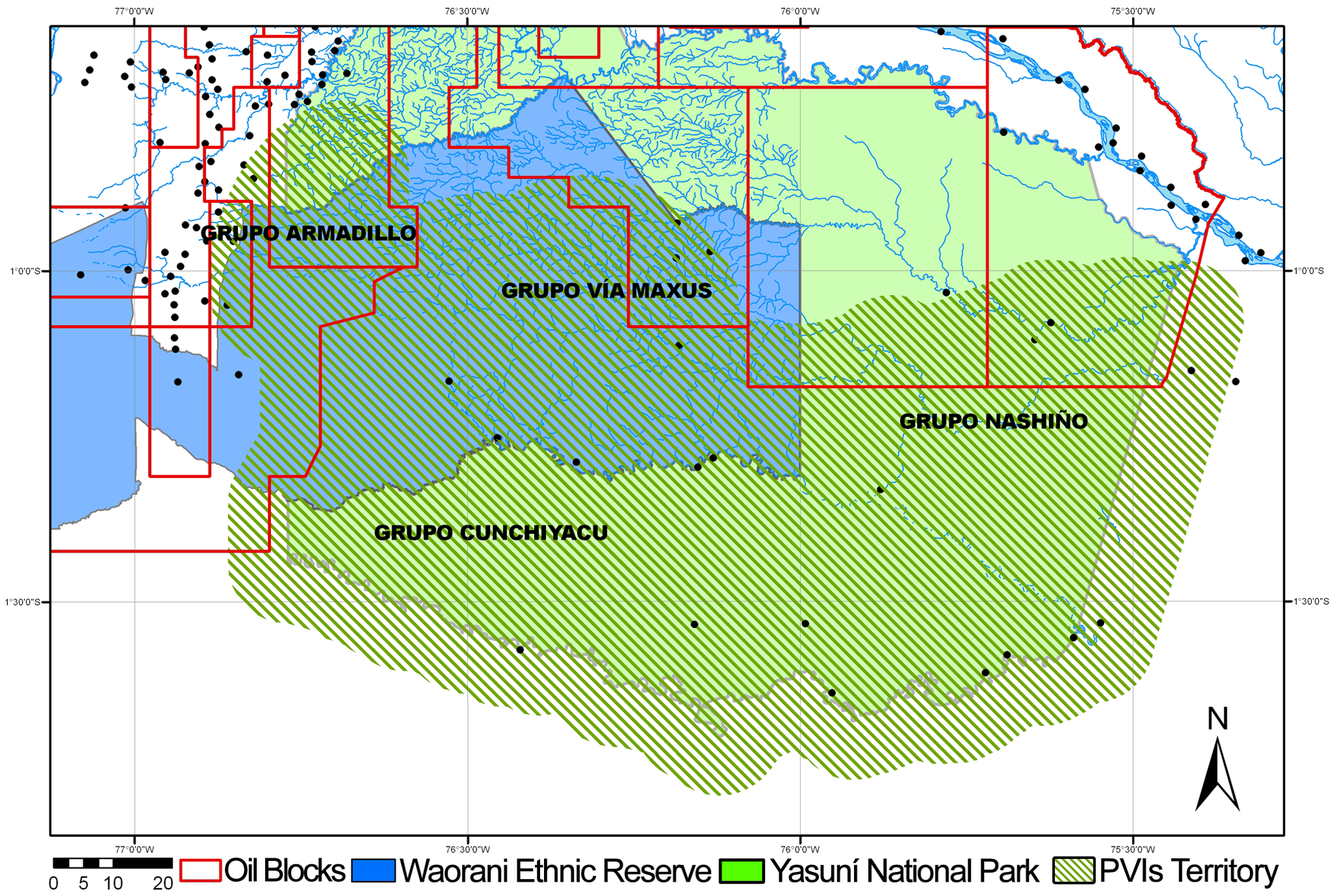
Carte du Parc Yasuni (en vert), des territoires des peuples isolés (en hachurés), des concessions pétrolières (en rouge) et de la réserve adjacente des Huaorani (en bleu)

La décision provoque une levée de boucliers de la part des écologistes et surtout des communautés indigènes Kichwas et Huaorani, dont douze réunies au sein du mouvement Ecuarunari. Cherchant à empêcher l'exploitation du Yasuni, ces militants surnommés Yasunidos déposent le 23 août 2013 une demande d'initiative populaire,,. 
L'article 104 de la constitution équatorienne de 2008 donne en effet à la population la possibilité de convoquer la tenue d'un référendum populaire en matière législative à la condition de réunir en six mois les signatures d'au moins 5 % des électeurs inscrits sur les listes électorales, soit 583 324 signatures en 2013,. La collecte organisée par les Yasunidos du 14 octobre 2013 au 15 avril 2014 en réunit un total de 727 947. Le 6 mai suivant, le Conseil électoral national (CNE) juge cependant invalides près de 60 % d'entre elles. Seules 359 761 signatures ayant été validées, il annonce que le référendum ne pourra pas avoir lieu,. Le rejet par le CNE — qui ne rend pas public lesquelles des signatures sont jugées invalides — est qualifié par les partisans du projet de « décision arbitraire » et de « malhonnêteté politique et juridique » de la part du « Corréisme ». Les Yasunidos entreprennent de faire appel de la décision, mais aucune décision n'est prise pendant plusieurs années. En 2018, finalement, le Défenseur des droits présente des excuses officielles et ordonne un audit indépendant par les membres d'un CNE spécial, renouvelé pour l'occasion. Ce dernier reconnaît le caractère frauduleux de la précédente vérification des signatures, conclut à la conformité de ces dernières et appelle à donner à l'initiative le certificat de validité. Le rapport d'audit n'est cependant pas suivi d'effets, le CNE réitérant le 15 novembre 2019 son refus de fournir le certificat, une décision qu'il justifie par le décès entretemps du représentant des Yasunidos ayant déposé la demande de référendum. Le Conseil électoral va au contraire encore plus loin dans sa décision en retirant au groupe le droit de collecter des signatures, au vu du nombre élevé de signatures invalidées cinq ans plus tôt,.
La décision du CNE d’entériner le rejet de 2014 est porté par les Yasunidos devant le Tribunal du contentieux électoral, qui approuve à son tour le rejet. En février 2020, les Yasunidos déposent par conséquent un recours devant la Cour constitutionnelle, qui admet l'affaire le 16 octobre et rend son verdict le 24 novembre 2021. La Cour juge alors que les procédures ont été bafouées, et ordonne au Tribunal du contentieux électoral, entretemps renouvelé, de réétudier l'affaire. Le 6 septembre 2022, le Tribunal contraint le CNE à délivrer immédiatement le certificat de validité, permettant enfin à la procédure référendaire de suivre son cours jusqu'à l'étape de l'examen de constitutionnalité par la Cour constitutionnelle. Bien que cette dernière doive théoriquement se prononcer dans les vingt jours, le délai est largement dépassé par la Cour, qui se prononce en mai 2023,,,.
La demande reste ainsi bloquée pendant une décennie. Le permis d'exploitation des champs ITT est entretemps accordé en mai 2014, et cette dernière démarre en 2016, ce qui conduit les Yasunidos à organiser des sit-in devant la Cour, le CNE et le Congrès national. Le successeur de Correa à la présidence, Lenín Moreno, soumet en parallèle une proposition visant à élargir la superficie des zones intangibles du Parc National de Yasuni et de réduire de 1 030 à 300 hectares la zone ouverte à l'exploitation. Soumise à référendum le 4 février 2018 en même temps que six autres propositions, elle recueille 67,31 % de votes favorables, pour une participation de 80,74 %,. Malgré son départ de l'OPEP en janvier 2020, l’Équateur produit toujours sur son territoire un peu moins d'un demi-million de barils par jour, qui représentent en 2023 un tiers des revenus de l’État. Sur ce total, environ 55 000 barils proviennent des champs ITT,.

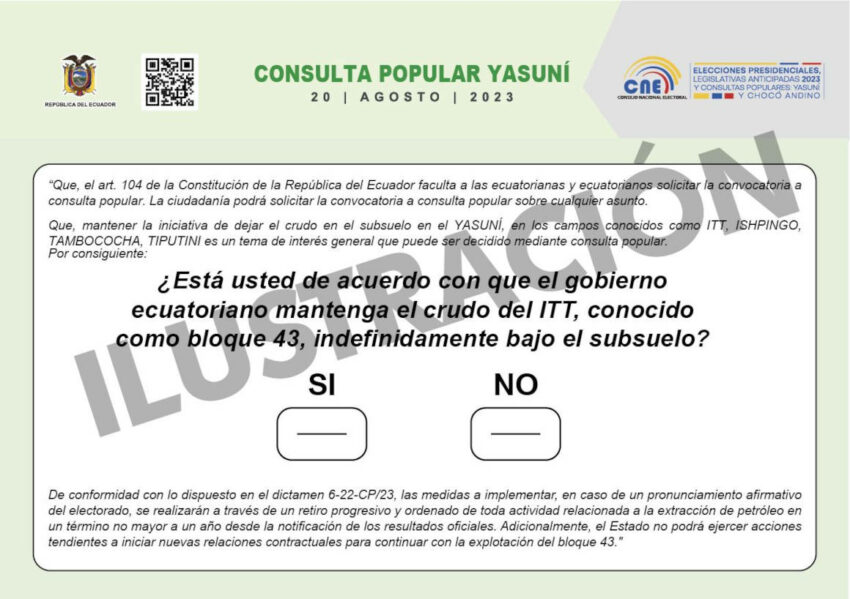
Bulletin de vote utilisé

Après près de dix ans de militantisme des organisations indigènes et écologistes, le projet référendaire finit par aboutir en 2023. L'important délai dans la prise en compte du projet donne cependant un caractère dépassé à la question proposée aux électeurs. Déposée en 2013, celle-ci énonce en effet « Êtes-vous d'accord pour que le gouvernement équatorien garde le pétrole brut de l'ITT, connu comme le Bloc 43, sous terre indéfiniment ? ». Lorsque l'examen de constitutionnalité du projet débute à la Cour le 18 avril 2023, le gouvernement demande ainsi son rejet, les contrats publics d'exploitation ayant déjà été signés et mis en œuvre. Dans son jugement du 9 mai 2023, la Cour constitutionnelle reconnait néanmoins le contexte du dépôt de la demande, antérieur au début de l'exploitation, et décide d’interpréter la question comme interdisant la poursuite de l'extraction du pétrole brut, tout en accordant un délai d'un an à celle-ci et au démantèlement des infrastructures en cas de vote favorable des électeurs. Après avoir blâmé l’État dont les actions ont « entravé le plein exercice des droits des pétitionnaires dans un délai opportun », la Cour juge constitutionnelle l'initiative par cinq voix contre trois, et ordonne au CNE d'organiser un référendum dans les 75 jours, soit avant le 23 juillet,,,. La crise politique de 2023 provoque cependant la tenue anticipée d'une élection présidentielle et d'élections législatives. Le CNE propose alors d'organiser l'ensemble des scrutins y compris celui référendaire à la date du 20 août, ce que la Cour constitutionnelle accepte à l'unanimité,,.

## Débats

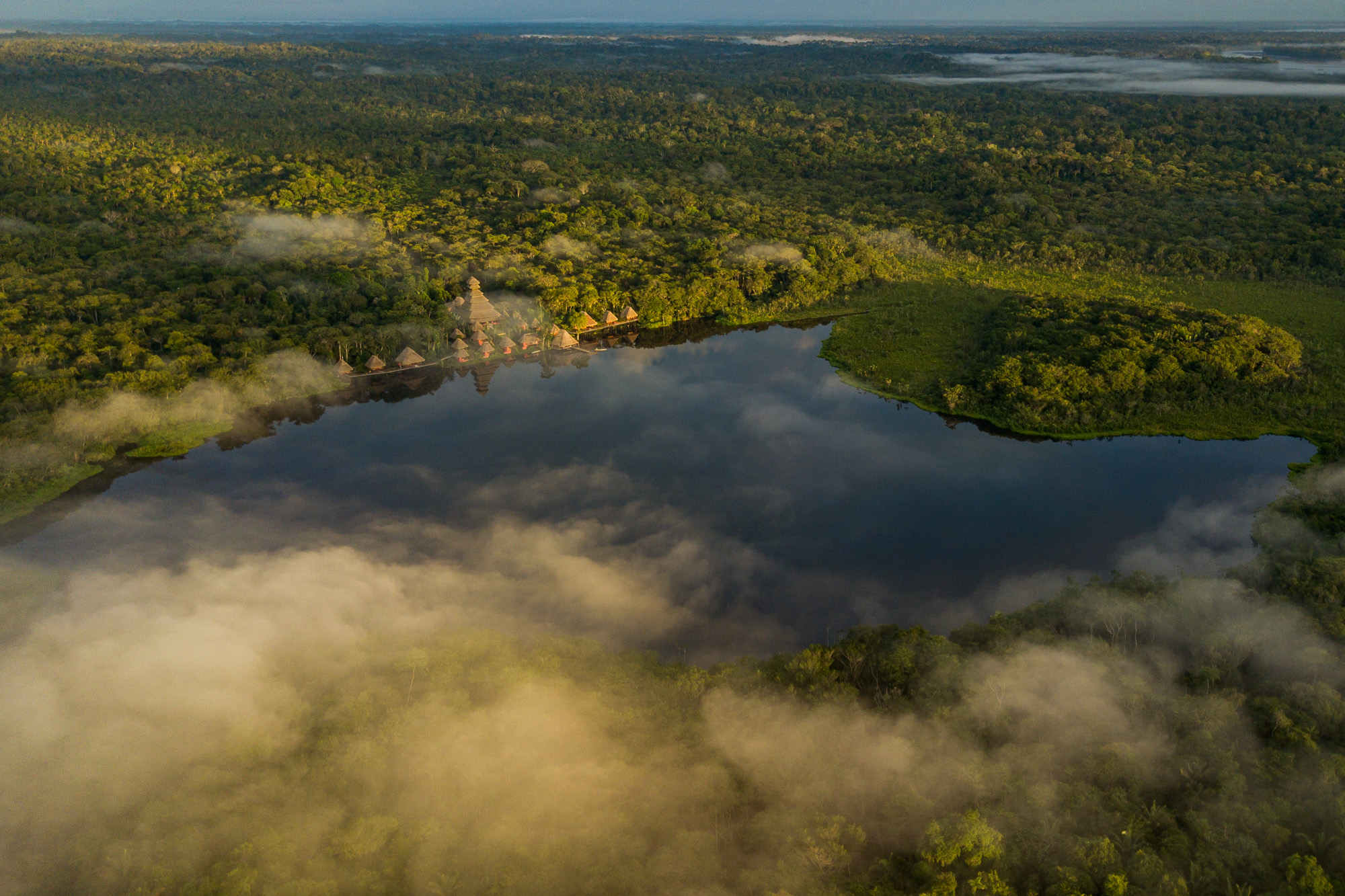
Vue sur la forêt amazonienne et le centre d'écotourisme communautaire de la lagune Añangu

### Pour
Les partisans du « oui » à la fin de l'exploitation pétrolière dans le parc national Yasuni mettent en avant l'importante biodiversité de celui-ci, mise en danger par cette activité. Malgré les précautions mises en œuvre, des fuites de pétrole ont eu lieu, notamment en janvier 2022 lorsque l'équivalent de 6 300 barils sont déversés par la rupture d'un oléoduc, causant la contamination des eaux et des sols alentour et leur déforestation. 
D'autre part, pour contenir le réchauffement climatique, la communauté scientifique estime que les deux tiers des réserves d’hydrocarbures de la planète doivent être laissées dans le sous-sol.
Les infrastructures grandissantes de l'exploitation pétrolière mettent également en danger les Tagaéri et les Taroménane, deux peuples isolés vivant à proximité. Les Yasunidos mettent ainsi en avant l'article 57 de la constitution équatorienne, qui dispose que les territoires des peuples indigènes en isolation volontaire constituent « une possession ancestrale irréductible et intangible, sur laquelle toute forme d'activité d'extraction est interdite ». Ces territoires intangibles sont par ailleurs entourés d'une zone tampon de 10 kilomètres. L'activité pétrolière a cependant empiété sur ces zones tampons. L'article 407 de la constitution, qui a permis à Rafael Correa d'autoriser malgré tout l'exploitation de ces territoires en 2013 sur la base d'une « déclaration d'intérêt général » est par ailleurs pointé du doigt, la Commission interaméricaine des droits de l'homme (CIDH) ayant jugé en 2020 qu'il empiétait sur l'article 57 et appelé le gouvernement à le modifier,.

### Contre

Part des revenus d'exportation de l’Équateur, en 2019.

Les partisans du « non », favorables à la poursuite de l'exploitation pétrolière dans le parc, mettent en avant son importance économique, sur la base de considérations pratiques. Selon un rapport de la compagnie pétrolière nationale Petroecuador, son arrêt priverait le pays d'environ 12 % de sa production de pétrole, pour un coût estimé à près de 12 milliards d'euros sur les deux prochaines décennies, sans compter ceux liés au démantèlement des infrastructures et au remboursement des investisseurs, ainsi que la perte de l'investissement initial de 1,6 milliard d'euros,. Petroecuador évalue ainsi la perte à un peu plus d'un milliard d'euros par an. Ces calculs se fondent toutefois sur un coût d’extraction du brut de 21 dollars et un prix moyen du baril de 83 dollars pendant les vingt prochaines années, des estimations jugées excessivement optimistes par certains économistes. Le délai d'un an accordé par la Cour constitutionnelle pour le démantèlement des infrastructures est par ailleurs jugé impossible à tenir.
Les opposants aux Yasunidos assurent également que le parc s'est vu doté des meilleurs dispositifs de protection de l'environnement. Chaque périmètre d'exploitation est ainsi subdivisé par secteur comportant jusqu'à 39 puits de moindre taille, minimisant la surface occupée. D'un point de vue pratique, l'arrêt de l'exploitation n'annulerait pas les dommages causés à l'environnement, mais le priverait au contraire du financement nécessaire à sa réhabilitation, auquel les Yasunidos ne proposent pas de source de remplacement,.
D'un point de vue géopolitique, une victoire du « oui » affaiblirait l'indépendance économique de l'Équateur vis-à-vis de la république populaire de Chine. En 2023, la dette extérieure de l'Équateur envers ce pays est en effet directement liée aux paiements des revenus du pétrole, pour une durée d'encore trois ans. Si Petroecuador dispose des permis d'exploitation grâce à la « déclaration d'intérêt général », l'activité est en réalité sous-traitée aux compagnies chinoises China National Petroleum Corporation et Sinopec. L'assèchement soudain de cette source de revenu malgré la persistance de la dette obligerait l'État à recourir à des mesures économiques exceptionnelles, telles qu'une augmentation des impôts, une suppression des aides au carburant, ou une diminution des budgets alloués à la santé ou à l'éducation.

### Position des candidats à la présidence
|  |

Le choix de la poursuite ou de l'arrêt de l'exploitation pétrolière s'invite dans la campagne électorale pour le premier tour de l'élection présidentielle organisée le même jour, poussant les candidats à prendre position sur cette question. L'importance que prend le sujet témoigne alors de celle grandissante accordée aux questions environnementales dans le pays, le Parc Yasuni s'étant désormais « ancré » dans l'agenda politique national.
L'arrêt de l'exploitation pétrolière reçoit le soutien des candidats Daniel Noboa, Christian Zurita, Jan Topić, Otto Sonnenholzner et Yaku Pérez. Daniel Noboa justifie sa position en se basant sur l'analyse des banques internationales selon laquelle le cour moyen du pétrole équatorien ne devrait pas dépasser 70 dollars le baril au cours des cinq années restantes d'exploitation, une somme insuffisante pour justifier la poursuite de l'exploitation au vu des conséquences environnementales. Il affirme vouloir compenser la perte de revenus par un plan de réduction des coûts de transport, la restructuration de la fiscalité et la lutte contre la corruption dans les entreprises publiques.
Comme son collègue journaliste assassiné qu'il remplace en fin de campagne, Christian Zurita maintient le soutien à l'arrêt de l'exploitation, allant même jusqu'à promettre, en cas de victoire du Non, la tenue d'un audit afin d'établir la rentabilité réelle d'une poursuite de cette activité dans le parc.
Jan Topić annonce qu'il respectera la volonté du peuple s'il vote en faveur de l'arrêt de l'exploitation du Yasuni, et se positionne lui-même en faveur de cet arrêt, tout en se déclarant conscient de l'importante perte de revenu qu'elle occasionnerait.
Otto Sonnenholzner met en avant sa colistière Erika Paredes, une écologiste ayant travaillé pour l'Organisation des Nations unies pour positionner leur binôme en faveur de l'arrêt de l'exploitation, qu'il présente comme une étape vers un modèle économique ayant moins d'impacts environnementaux, et promet une politique de conservation des milieux naturels et d'utilisation responsable de leurs ressources.
Premier candidat à se déclarer officiellement en faveur de l'interdiction de l'exploitation pétrolière dans la réserve naturelle, Yaku Pérez soutient fermement le Oui au référendum, et déclare réfléchir à des moyens d'obtenir un financement international pour soutenir la conservation de l'environnement du pays.
La poursuite de l'exploitation est au contraire soutenue pendant les débats présidentiels par Luisa González, Xavier Hervas et Bolívar Armijos. Luisa González souligne ainsi que les revenus de cette exploitation contribuent au budget de l'éducation et à la création d'emploi, elle déclare qu'« Il faut être responsable envers les besoins des Équatoriens et plus encore envers ceux qui en ont le plus besoin », et rappelle l'absence de proposition de financement alternatif pour remplacer ces revenus.
S'il se déclare écologiste et apporte son soutien au principe du recours au référendum populaire, Xavier Hervas se déclare opposé à l'arrêt de l'exploitation pétrolière dans le Yasuni, dont il affirme qu'il mettrait en danger les subventions aux carburants et l'économie en général tout en provoquant une perte d'emplois et des poursuites contre l’État.
Bolívar Armijos est quant à lui en faveur de la poursuite de l'exploitation pétrolière « dans le respect de l'environnement », afin d'utiliser ses revenus pour investir dans l'éducation, la santé et la relance du secteur agricole.
Le gouvernement sortant de Guillermo Lasso s'est prononcé pour la poursuite de l'exploitation pétrolière, mettant en avant le manque à gagner, qu'il estime à 275 millions de dollars annuels.

## Conditions
Le référendum ne requiert pas de majorité qualifiée ou de quorum de participation, seule la majorité absolue des suffrages exprimés est nécessaire à sa validation.
Le vote est obligatoire de 18 à 65 ans, et facultatif de 16 à 18 et après 65 ans. La loi électorale impose en retour que le vote intervienne un dimanche. Les abstentionnistes qui ne fournissent pas de justificatif valable s'exposent à une amende s'élevant à 10 % du montant du salaire minimum. En 2023, ce dernier s'élève à 45 dollars, soit environ 41 euros,.

## Sondages
| Date       | Institut               | Échantillon | Oui | Non  |
| ---------- | ---------------------- | ----------- | --- | ---- |
| 06/07/2023 | Comunicaliza           | 3 314       | 31% | 21 % |
| 02/07/2023 | Informe Confidencial   | -           | 52% | 37 % |
| 26/06/2023 | Negocios & Estrategias | 3 524       | 40% | 33 % |

## Résultats
| Choix                  | Votes      | %     |
| ---------------------- | ---------- | ----- |
| Pour                   | 5 541 585  | 58,95 |
| Contre                 | 3 859 507  | 41,05 |
|                        |            |       |
| Votes valides          | 9 401 092  | 86,91 |
| Votes invalides        | 574 471    | 5,31  |
| Votes blancs           | 841 185    | 7,78  |
| Total                  | 10 816 748 | 100   |
| Abstention             | 2 228 805  | 17,08 |
| Inscrits/Participation | 13 045 553 | 82,92 |

## Analyse
Le scrutin voit la victoire des partisans de l'arrêt de l'exploitation pétrolière, approuvée par près de 59 % des suffrages exprimés,. Qualifiée de « démocratie climatique directe », la décision de la population est accueillie avec enthousiasme par les Yasunidos qui saluent une « victoire historique », accompagnés des principales organisations indigènes du pays qui se félicitent de ce « pas de géant pour protéger la vie, la biodiversité et les peuples indigènes »,.
La compagnie pétrolière nationale Petroecuador réagit au lendemain du vote par un communiqué dans lequel elle déclare qu'elle se conformera à la décision souveraine des Équatoriens. La victoire des partisans de l'arrêt de l'exploitation pétrolière est un ultime échec pour le président sortant Guillermo Lasso, qui ambitionnait au cours de son mandat de doubler la production pétrolière dans le parc. Le ministre de l’Énergie et des Mines de son gouvernement, Fernando Santos, estime alors « complexe » le démantèlement des installations, impossible selon lui à accomplir en un an, et argue que la proposition a certes été validée au niveau national, mais rejetée dans la province d'Orellana. Or, il souligne que l'article 57 de la constitution donne aux populations locales le dernier mot en matière d'exploitation de leurs terres. Le gouvernement sortant décide par conséquent de laisser à son successeur la décision de mettre en œuvre le plan de démantèlement. Organisé le 15 octobre 2023, le second tour de l'élection présidentielle voit s'opposer Luisa González, opposée à l'arrêt de l'exploitation pétrolière, et Daniel Noboa, qui y est quant à lui favorable,. Ce dernier l'emporte avec un peu plus de 52 % des voix, confortant ainsi le résultat du référendum dans son application. Le 13 novembre, Petroecuador annonce la fin progressive de l'exploitation avant son arrêt total le 31 décembre 2024,.